# Ордос
О́рдос (кит. трад. 鄂爾多斯沙漠, упр. 鄂尔多斯沙漠, пиньинь È'ěrduōsī Shāmò) — пустынное плато в Северном Китае на юге автономного региона Внутренняя Монголия и примерно в 300 км от Пекина. С севера, запада и востока пустыню окаймляет изгиб реки Хуанхэ. На юге переходит в Лёссовое плато.
Наибольшая высота 2535 м (г. Синьчжаошань). Климат умеренный, резко континентальный. Средняя температура января −10°С, июля 23°С, осадки от 100 мм до 400 мм в год от северо-запада к юго-востоку. Основная часть явлений в виде гроз. В регионе много солёных озёр. Пески Кузупчи занимают около половины площади. При наличии значительных осадков барханные пески возникли в результате уничтожения растительности людьми и скотом. По южной границе проходит Великая Китайская стена.

## Флора и фауна
Растительность скудная: пустынная (полынь ордосская, копеечник, солянки, карагана) на северо-западе, полупустынная (ива желтоватая, облепиха, полынь, ковыль) на юго-востоке. Начиная с высоты 1600 м в горах произрастают леса, с богатым животным миром, особенно птицами. На соляных озёрах также гнездятся редкие виды птиц, в частности около четверти популяции реликтовой чайки. Наличие крупных млекопитающих в настоящее время неясно, но в прошлом пустыню населяли дикий верблюд, лошадь Пржевальского, дзерен, снежный барс.

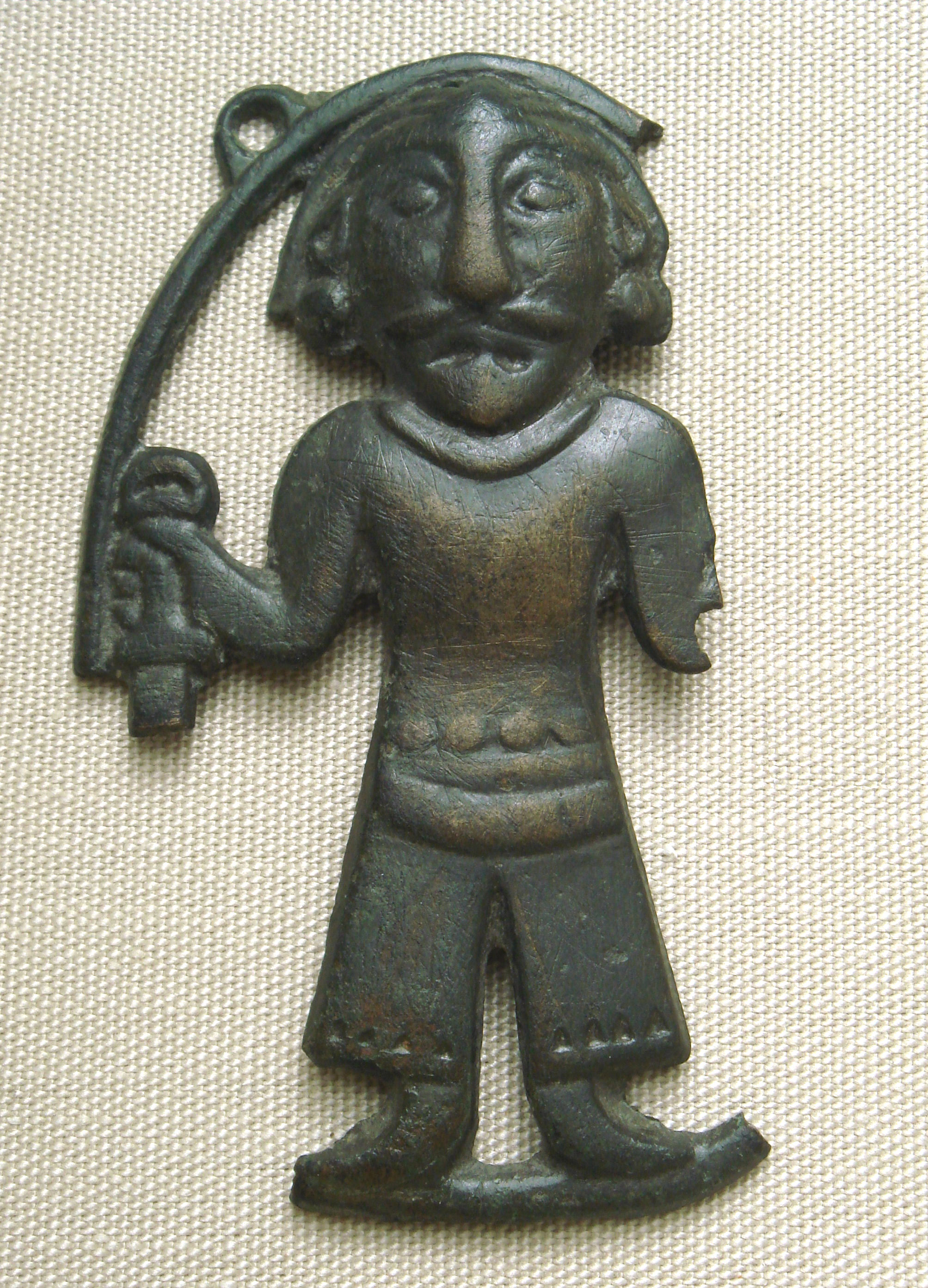
Бронзовая статуэтка мужчины, III—I вв. до н. э., Британский музей

## История
По одной из версий, Ордос считается прародиной тюрков. В начале I тысячелетия регион был заселён хунну, постоянно воевавшими с китайцами, одним из результатов войн с которыми явилось строительство Великой китайской стены.

## Интересные факты
В Ордосе есть пустой город Канбаши.